# Almașu (gmina)
Almașu – gmina w Rumunii, w okręgu Sălaj. Obejmuje miejscowości Almașu, Băbiu, Cutiș, Jebucu, Mesteacănu, Petrinzel, Sfăraș, Stana i Țăudu. W 2011 roku liczyła 2237 mieszkańców.